# 中国（黑龙江）自由贸易试验区
中国（黑龙江）自由贸易试验区简称黑龙江自贸区，是中华人民共和国的自由贸易园区之一，于2019年8月2日获国务院批准，2019年8月30日正式挂牌成立，拥有哈尔滨片区、黑河片区、绥芬河片区，三个片区，总面积119.85平方公里其中，哈尔滨片区79.86平方公里，黑河片区20.00平方公里，绥芬河片区19.99平方公里（含绥芬河综合保税区1.8平方公里）。

## 概况
打造对俄罗斯及东北亚区域合作的中心枢纽，提出了加快实体经济转型升级、推进创新驱动发展和建设面向俄罗斯及东北亚的交通物流枢纽，带动东北振兴、建成中国大陆面向东北的开放窗口，自贸区由自贸试验区领导小组管理，下设深化体制改革、商事改革、财税改革、金融创新、经贸促进五个工作组。

## 片区规划
哈尔滨片区重点发展信息技术、新材料、高端装备、生物医药等高新科技产业，建设成东北亚的物流中心，招揽俄罗斯以及东北亚的外商投资。
黑河片区打造成边境口岸，注重发展中俄旅游，中俄跨境服务，中俄物流商贸等。
绥芬河片区重点发展木材、粮食、清洁能源等进口加工业和商贸金融、现代物流等服务业，重点建设成东北亚商品集散中心。